# 福井新聞ニュース
『福井新聞ニュース』（ふくいしんぶんニュース）は、福井テレビジョン放送、福井エフエム放送（FM福井）、ならびに福井県内のコミュニティ放送（コミュニティFM）で放送されている福井新聞社配信のニュース番組（スポットニュース）。

## 福井テレビ

### 歴史
福井テレビでの『福井新聞ニュース』は、1970年1月12日から1日2回の放送を開始した（開始当初は昼と夕方の時間帯、1972年からは20時台の放送も新設）。これ以降、ニュース映像はビデオ映像ではなく、福井新聞社が配信する静止画が使用されてきた。
1990年10月8日放送分からは、福井新聞社が福井テレビに取材を委託して自社映像をニュースで使用している。

### 概要
基本的に昼・夕・夜の1日3回放送されている。放送時間は以下のとおり（2020年時点）。
| 放送枠 | 平日                   | 平日                   | 平日                   | 平日                   | 平日                   | 土曜日                 |
| ------ | ---------------------- | ---------------------- | ---------------------- | ---------------------- | ---------------------- | ---------------------- |
| 昼     | 11:48 - 11:51（3分）   | 11:48 - 11:51（3分）   | 11:48 - 11:51（3分）   | 11:48 - 11:51（3分）   | 11:48 - 11:51（3分）   | 11:56 - 12:00（4分）   |
| 夕方   | 16:46 - 16:50（4分）   | 16:46 - 16:50（4分）   | 16:46 - 16:50（4分）   | 16:46 - 16:50（4分）   | 16:46 - 16:50（4分）   | 16:55 - 17:00（5分）   |
| 夜     | 20:54 - 21:00（各6分） | 20:54 - 21:00（各6分） | 20:54 - 21:00（各6分） | 20:54 - 21:00（各6分） | 20:54 - 21:00（各6分） | 20:54 - 21:00（各6分） |

補足
- 放送時間はすべてJST。
- 昼は『FNN Live News days』の全国ニュース終了後に放送。
- 平日昼以外は天気予報を内包して放送。
- 平日夕方は『おかえりなさ〜い』に一括内包。また1997年3月28日まで17:00 - 17:05、同年3月31日より『FNN福井テレビザ・ヒューマン』開始に伴って16:54 - 17:00に繰り上げ。1999年に現在の『おかえりなさ〜い』に内包される形になる。
  - なお、福井テレビの夕方のニュースワイド番組『福井テレビ645』放送時[6]には、その前の17:55-18:00に当番組が生放送され、『福井テレビ645』の事実上の予告・予習編をなしていた。
- 土曜夕方は2001年4月より2003年9月まで『おかえりサタデー』に内包。
- 夜は福井県内を含む突発的な事件などがあっても、全国スポットニュースへの差し替えネットは一切行わなかった。2018年3月31日の『THE NEWSα Pick』終了後もローカルニュース枠として継続している。

### その他
福井新聞のラテ欄に掲載される場合、「福井新聞 N」と表示される。
福井テレビで放送される昼の『福井新聞ニュース』は、2020年から福井テレビの公式ウェブサイト、フジニュースネットワーク（FNN）の公式ウェブサイト「FNNプライムオンライン」、ならびにYahoo!ニュース（Yahoo! JAPAN）において動画配信を実施している。

## FM福井

### 概要
1984年12月1日のサービス放送開始時から放送開始。月曜日から金曜日の1日2回、11:55 - 12:00と17:55 - 18:00に『FM福井ニュース』として3分間放送されている。1984年の開局から『福井新聞ニュース』は毎日放送されてきたが、2010年7月からは土曜日ならびに日曜日の放送は行っていない。
番組では冒頭に「この時間は福井新聞ニュースをお伝えします。」とアナウンスされる。ニュースが終わるとCMを挿入し、エンディングに「この時間は福井新聞ニュースをお伝えしました。FM福井ニュースの時間を終わります。」というアナウンスが入る。

### 企画コーナー
FM福井では、福井新聞社による企画コーナーが平日朝のローカルワイド番組において放送されている。
福井新聞TODAY
- 8時台に放送されるコーナー。福井県内と全国の今日の予定を伝えている。

カレントリーふくい
- 『Life Is』金曜日9時台後半に放送されたコーナーで2019年3月で終了。前半は福井新聞の1週間の紙面から福井県内のニュースを紹介、後半は福井新聞の記者やデスクによるニュース解説を伝えていた。なお、祝日および年末年始は休止となる。

## コミュニティFM
福井県内のコミュニティFMでの配信局は次のとおり。いずれの放送局も平日に放送される。詳細は各放送局のウェブサイトを参照。
- 福井街角放送
- たんなん夢レディオ（たんなんFM） - 『福井新聞 NEWS&WEATHER』として放送。
- 敦賀FM放送（ハーバーステーション） - 『ハーバーステーションニュース』として放送。

## 福井放送
福井テレビの開局以前、福井放送（FBC、開局時はラジオ福井）においても『福井新聞ニュース』が放送されていた時期がある。
ラジオでは、ラジオ福井（JOPR）が開局した1952年12月8日に放送を開始。福井県内のニュースを福井新聞社と共同通信社、全国ニュースを朝日新聞社が担当した。また、1960年6月1日にはテレビでの放送も開始した。なお、いずれも福井放送の報道取材部門が立ち上がる1966年まで福井新聞からのニュース配信は続けられ、それ以降は福井放送が単独での取材を行っている。